# Laaz Rockit
A Lȧȧz Rockit amerikai thrash/power metal (korábban glam metal) együttes. 1982-ben alakultak meg San Franciscóban. A név kiejtése nagyjából: "láz rákit". Nevüket Clint Eastwood egyik filmjéből kapták, ahol egy rakétának LAWS volt a rövidítése. Ezt az írásmódot megváltoztatták és így lett Laaz Rockit a nevük. Két korszakuk volt: először 1982-től 1992-ig működtek, majd 2005-től napjainkig. 2014-ben a dobos, Victor Agnello, elhunyt. 2018-ban basszusgitárosuk, Willy Langenhuizen is elhunyt.

## Stúdióalbumok
- City's Gonna Burn (1984)
- No Stranger to Danger (1985)
- Know Your Enemy (1987)
- Annihilation Principle (1989)
- Nothing's Sacred (1991)
- Left for Dead (2008)